# پارک ملی گرند تیتون
پارک ملی گراند تیتون (به انگلیسی: Grand Teton National Park) یک پارک ملی در ایالت وایومینگ در رشته کوه تیتان در آمریکا است.
مساحت این پارک ۱۲۵۵ کیلومتر مربع است.
نام این پارک از واژه Les Trois Tetons که به معنای «سه پستان» است، گرفته شده. این واژه نامی است که کانادایی‌های فرانسوی تبار بر روی سه قلهٔ بلند مجاور یکدیگر در این پارک گذاشته بودند.
قسمت اعظمی از زمینهای این پارک هدیه و وقف سرمایه شخصی فرزند ارشد جان راکفلر، جان دی. راکفلر پسر، به سازمان پارک‌های ملی آمریکا بود.

## تاریخچه
ده سال پس از تصویب لایحه پارک ملی گراند کنیون، پرزیدنت کالوین کولیج، خواستار تصویب قانونی لایحه نام گذاری پارک ملی گراند تیتون در وایومینگ شد. این لایحه توسط هر دو مجلس سنا و مجلس نمایندگان ایالات متحده تصویب شد و جنبه قانونی به خود گرفت. این منطقه دارای برخی از خیره کننده‌ترین مناظر کوهستانی در ایالات متحده است. زمین‌های داخل و اطراف پارک ملی گراند تیتون نیز دارای سابقه ای طولانی است و از جنبه تاریخ انسانی موزائیکی رنگارنگ محسوب می‌شود.
گفته می‌شود که جان کالتر، نخستین فرد انگلیسی- آمریکایی بود که توانست لبه اره گونه قله‌های تیتون را درنوردد. وی سپس به همراه لوئیس و کلارک به مناطقی در نزدیکی اقیانوس آرام، سفر کرد. وی در سال ۱۸۰۷ میلادی هنگام بازگشت از این سفر به سوی میسوری همسفران خود را ترک گفت تا به دو تن از تله گذاران (شکارچیان پوست) بپیوندد. او به مدت سه سال در مسیر کوه‌های شمالی راکی سرگردان بود. کولتر سر انجام و پس از تلاش زیاد توانست راهی برای رسیدن به دره تتون بیاید. این مکانی بود که بعدها به ” جکسون هول” شهرت یافت. نخستین گروه‌های گردشگری مدتی پس از هجوم گله داران به جکسون هول از این منطقه دیدن کردند. فعالیت برخی از دامداران، زیبایی طبیعی این مناطق را به مخاطره انداخته بود. همچنین برخی از گردشگران با مشاهده این فعالیت‌ها نگرانی‌های خود را در مورد سلامت این مناطق زیبای طبیعی به گوش دیگران و مسولان محلی رساندند.
در سال ۱۹۱۶، هوراس ام آلبرایت، مدیر خدمات پارک ملی، نخستین کسی بود که جداً خواستار گنجاندن گراند تیتون در حوزه پارک ملی یلو اِستون شد. دامدارانی که به حرفه خدمات رسانی به گردشگران روی آورده بودند از این پیشنهاد به شدت خشمگین شدند. سرانجام، پس از گذشت یک دهه از جدل، و کش مکش‌های سیاسی، پارک ملی گراند تیتون در تاریخ ۲۶ فوریه ۱۹۲۹ بنیان‌گذاری شد. امروزه، پارک ملی گراند تیتون شامل بیش از ۳۰۹ هزار هکتار زمین است. مزارع کار هنوز هم در جکسون هول وجود دارد، اما اقتصاد محلی به‌طور فزاینده ای وابسته به بخش خدمات گردشگری است. همچنین صاحبان ثروتمند ویلاهای مجللی که از آن‌ها به منظور گذراندن تعطیلات تابستانی استفاده می‌کنند نیز به‌طور قابل توجهی به اقتصاد این منطقه یاری می‌رسانند.

## نگارخانه

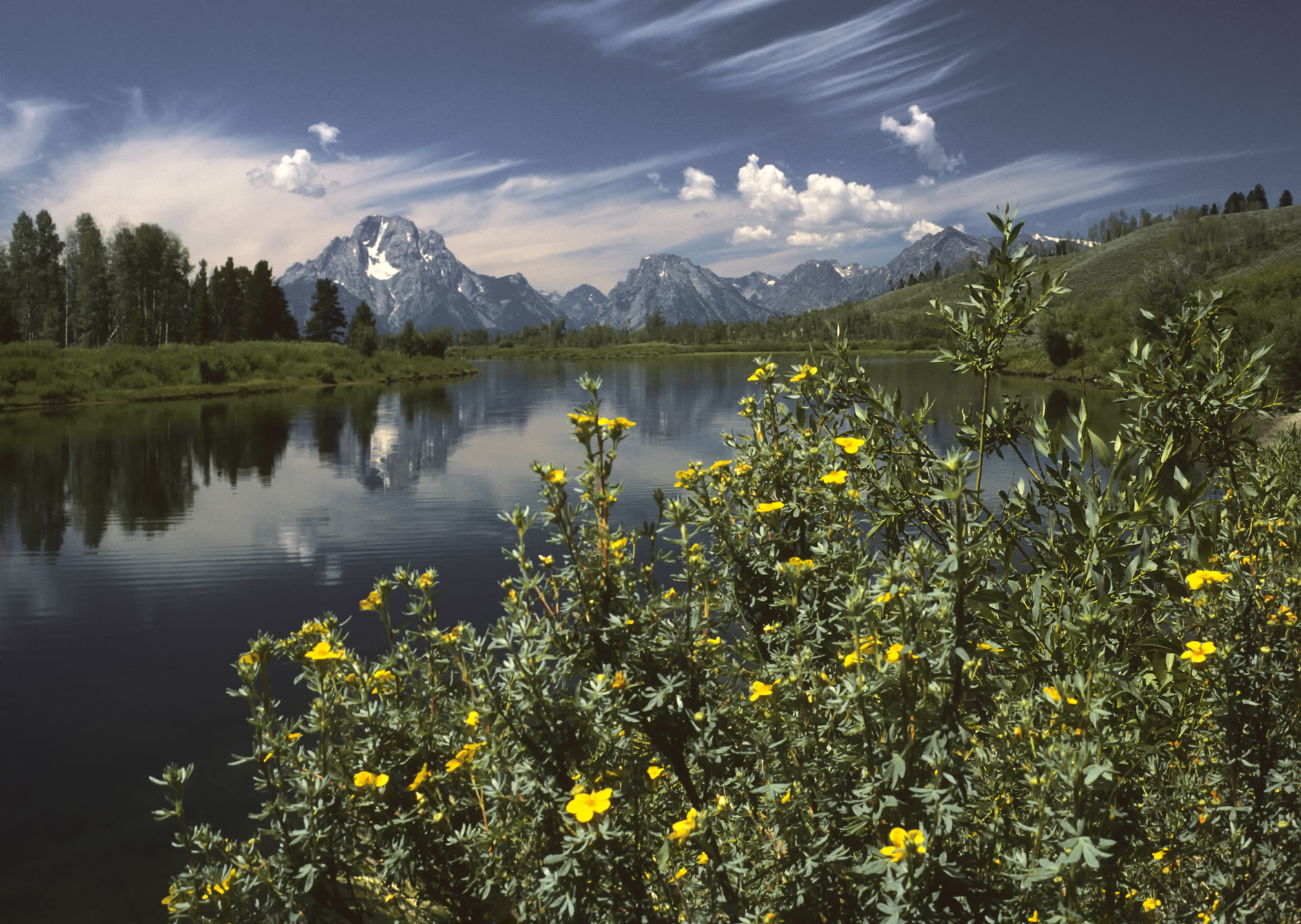
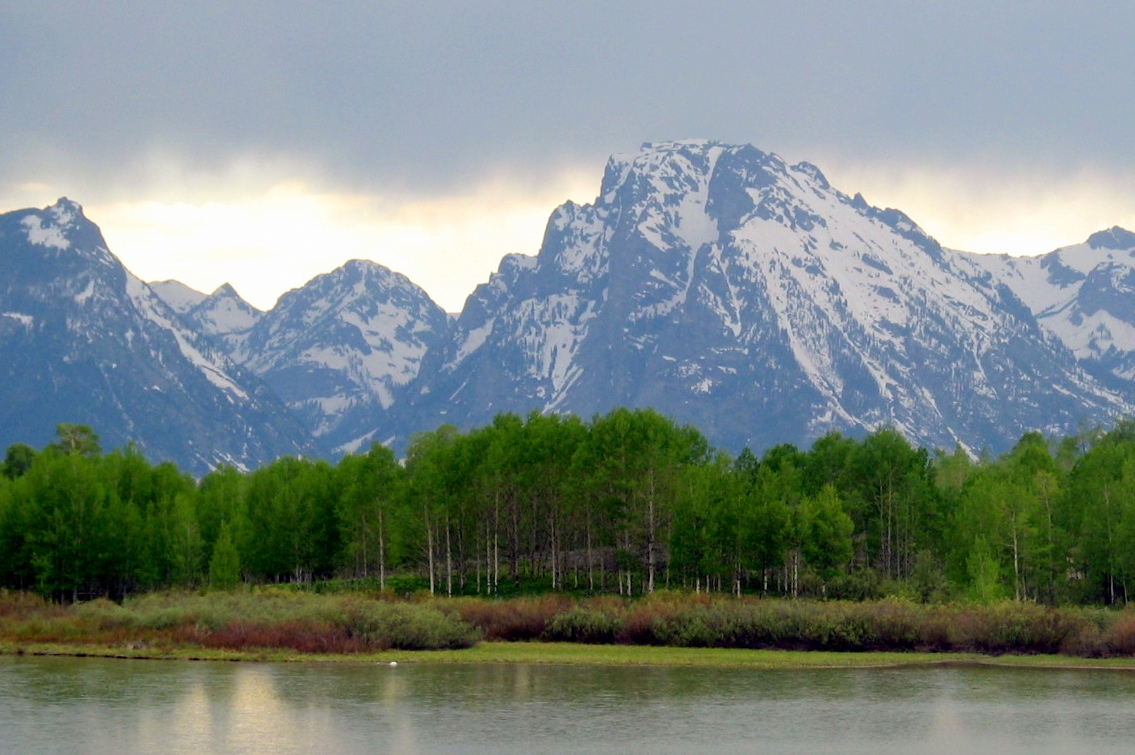
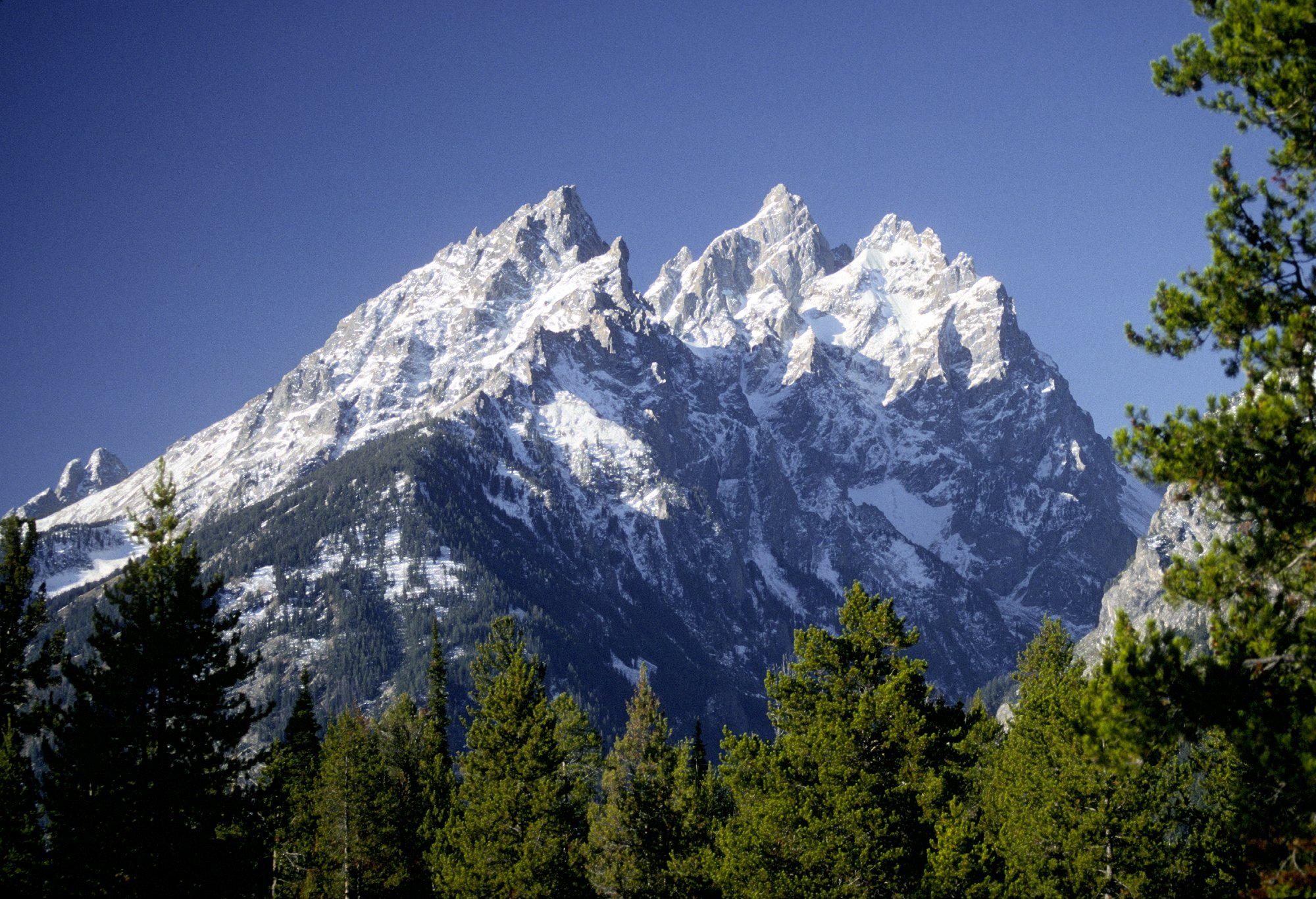
سه قله مجاور که به «سه پستان» شهرت یافتند